# Clara Sporleder
Clara Sporleder (* 1880; † 1955) war eine deutsche Malerin und Grafikerin.

## Leben
Clara Sporleder wirkte ab etwa 1905 in Düsseldorf. Sie war Mitglied im Deutschen Künstlerbund.

## Werk
Bekannt wurde Sporleder durch Kinderbilder, die sich als Kunstpostkarten, unter anderen von den Verlagen  Hermann A. Wiechmann in München und Meissner & Buch in Leipzig herausgegeben, großer Beliebtheit erfreuten und zwischen 1910 und 1930 eine sehr weite Verbreitung fanden. Ihr Malstil war zu Beginn noch dem späten Impressionismus verpflichtet. Bald wandte sie sich jedoch dem Jugendstil zu, wobei auch Elemente der Kalligraphie und Buchkunst aufgenommen wurden. In dieser Schaffensphase entstanden die bis heute für ihr Œuvre charakteristischen Kinderbilder, in denen dem Betrachter neben naturverbundener Leichtigkeit auf subtile Weise immer auch tiefe Melancholie und Trauer begegnen. Häufig werden in ihren während des Ersten Weltkrieges und in der unmittelbaren Nachkriegszeit entstandenen Bildern Kleinkinder als Engel dargestellt, die Neugeborene beschützen. In der vordergründig unbeschwerten Niedlichkeit ihrer Motive kann ein Reflex auf die Gewalterfahrungen des Ersten Weltkrieges gesehen werden. Die Dargestellten sind ihrer Kleidung nach der mit dem Kriege und der Revolution in ihrer sozialen Funktion in Frage gestellten oder gänzlich obsolet gewordenen, aus Adel und Großbürgertum bestehenden Oberschicht des Kaiserreiches zuzuordnen. Trotz des vordergründigen Wohlstandes wird mit der Thematisierung der Kindersterblichkeit, neben dem darin verborgenen, dezenten Hinweis auf die Vergänglichkeit wie Bedeutungslosigkeit von sozialem Status in Anbetracht von Leid, auch ein zentraler Aspekt der in dieser Zeit virulenten sozialen Frage in das Blickfeld genommen. Seit den 1920er Jahren finden sich in ihrem Werk zunehmend auch expressionistische Einflüsse. Ihre Bilder wurden zwischen 1910 und 1930 in zahlreichen Ausstellungen unter anderem im Kunstpalast Düsseldorf gezeigt und durch verschiedene Galeristen wie beispielsweise L. van Hees in Saarbrücken und die Kunsthandlung Heinrich Wegerhoff in Recklinghausen vermarktet.

## Werke (Auswahl)
- Träumerei, Öl auf Malkarton, 1908.
- Frühlingsboten, Öl auf Leinwand, um 1910.
- Zwiegespräch, Öl auf Holz, um 1910.
- Ein altes Lied, Öl auf Holz, um 1910.
- Im Sturm, Öl auf Leinwand, um 1910 (auch als Kunstpostkarte).
- Der Handkuß, Öl auf Holz, um 1910.
- Von Englein bewacht, Öl auf Holz, um 1910.
- Madonna in Rosen, Öl auf Holz, um 1910.
- Das Lied der Nachtigall Öl auf Holz, um 1910.
- Mädchen mit Laute, Öl auf Holz, um 1910.
- Ein Maientag, Öl auf Holz, um 1918.
- Zwei tanzende Mädchen, Öl auf Malkarton, 1919 (Gemälde-Ausstellung L. van Hees Nr. 1909, Oktober 1919).
- Contretanz, Öl auf Leinwand, um 1920.
- Engelreigen, Öl auf Holz, um 1920.
- Ein Liebeslied, Öl auf Platte, um 1920.
- Im Paradiesgärtlein, Öl auf Holz, um 1920.
- Kind im Mohn, Öl auf Leinwand, um 1925 (auch als Kunstpostkarte).